# Liszt Nándor
Liszt Nándor (Tetétlen, 1899. február 6. – Vöcklabruck, 1946. február 7.) magyar hírlapíró, költő, műfordító. A Napkeleti vizeken fordítójaként ismert.

## Élete
Dr. Liszt Nándor orvos és Lojka Gizella gyermekeként született Tetétlenben. A debreceni piarista gimnáziumban tett érettségi vizsgát, majd a Tisza István Tudományegyetemen jogi diplomát, Szegeden államtudományi doktorátust szerzett.
1923. május 19-én Debrecenben házasságot kötött Szoboszlay Ágnessel.
Egyetemi évei után, az 1920-as évek elején a Magyar Távirati Iroda munkatársa lett, a debreceni iroda helyettes vezetőjeként dolgozott, és közreműködött olyan kiadványokban, mint a Fehér Újság, A Nép, Magyarság, Szózat, Magyar Jövő, Tiszántúli Hírlap, Új Magyarország, Hajdúföld. Budapestre költözve az Új Vetésben, a Katolikus Figyelőben és a Függetlenségben töltött be szerkesztői szerepet.
1945 elején a Politikai Rendészeti Osztály háborús bűnök vádjával letartóztatta, később Ausztriába emigrált, ahol 1946-ban hunyt el.

## Művei
- Hozsánna. Irredenta költemények. Debrecen, 1921.
- Tudjátok-e mi a jogrend? Krokik. Debrecen, 1924.
- Ébredő magyarok almanachja. 1-3. évfolyam. Debrecen, 1924-26.
- Csillagos ég. Versek. Budapest, 1925.
- Bihari János. Debrecen, 1927.
- Zokon ne essék. Krokik. Miskolc, 1928.
- Debrecen katolikus múltja és jelene. Szerk. Sümeghy Józseffel. Debrecen, 1930.
- Örökmécs. Elmélkedések az Egyház liturgikus életének szent jeleiről. Írta Romano Guardini. Fordította Liszt Nándor. Debrecen, 1931.
- Fele se tréfa. Lisztius-krokik. Debrecen, 1933. (2. bővített kiadás) Budapest, 1943)
- Vallomás. Versek. Budapest, 1940.